# Hagbart Haakonsen
Hagbart Haakonsen (* 15. November 1895 in Grue; † 20. Januar 1984 in Oslo) war ein norwegischer Skilangläufer und Nordischer Kombinierer.

## Werdegang
Haakonsen, der für den IL i BUL startete, trat international erstmals im Jahr 1922 beim Holmenkollen Skifestival in Erscheinung. Dort errang er den dritten Platz über 50 km. Diese Platzierung wiederholte er im Jahr 1928. Zudem wurde er in den Jahren 1926 und 1927 am Holmenkollen jeweils Zweiter in der Nordischen Kombination und erhielt dafür im Jahr 1927 die Holmenkollen-Medaille. Bei seiner einzigen Olympiateilnahme 1928 in St. Moritz belegte er den fünften Platz über 18 km. Im folgenden Jahr lief er bei den nordischen Skiweltmeisterschaften in Zakopane auf den 17. Platz über 50 km und auf den fünften Rang über 17 km. Sein letztes internationales Rennen absolvierte er im Jahr 1930 bei den nordischen Skiweltmeisterschaften in Oslo. Dabei kam er auf den 20. Platz über 17 km.